# Swiss Open 1977
Die Swiss Open 1977 im Badminton fanden vom 19. bis zum 20. März 1977 in Lausanne statt.

## Sieger und Platzierte
| Disziplin    | Gold                          | Silber                               | Bronze              |
| ------------ | ----------------------------- | ------------------------------------ | ------------------- |
| Herreneinzel | Gert Helsholt                 | Steen Fladberg                       | Hans Olaf Birkholm  |
| Herreneinzel | Gert Helsholt                 | Steen Fladberg                       | Claus Andersen      |
| Dameneinzel  | Liselotte Blumer              | Maureen Oskam                        | Inge Rozemeijer     |
| Dameneinzel  | Liselotte Blumer              | Maureen Oskam                        | Hanke de Kort       |
| Herrendoppel | Peter Holm Hans Olaf Birkholm | Gert Helsholt Hans Hjulmand          | unbekannt unbekannt |
| Damendoppel  | Hanke de Kort Inge Rozemeijer | Gaby Blommaert Inge Blommaert        | unbekannt unbekannt |
| Mixed        | Peter Holm Birthe Ratsach     | Hans-Dietrich Emmers Tonny Pannemans | unbekannt unbekannt |

## Finalresultate
| Disziplin    | Sieger                        | Finalist                             | Ergebnis         |
| ------------ | ----------------------------- | ------------------------------------ | ---------------- |
| Herreneinzel | Gert Helsholt                 | Steen Fladberg                       | 15–11, 15–2      |
| Dameneinzel  | Liselotte Blumer              | Maureen Oskam                        | 12–11, 11–6      |
| Herrendoppel | Peter Holm Hans Olaf Birkholm | Gert Helsholt Hans Hjulmand          | 15–7, 9–15, 15–4 |
| Damendoppel  | Hanke de Kort Inge Rozemeijer | Gaby Blommaert Inge Blommaert        | 15–11, 15–11     |
| Mixed        | Peter Holm Birthe Ratsach     | Hans-Dietrich Emmers Tonny Pannemans | 15–12, 15–10     |